# Coryphopterus thrix
Coryphopterus thrix är en fiskart som beskrevs av Böhlke och Robins, 1960. Coryphopterus thrix ingår i släktet Coryphopterus och familjen smörbultsfiskar. Inga underarter finns listade i Catalogue of Life.